# West Nyack
West Nyack är en så kallad census-designated place i kommunen Clarkstown i Rockland County i delstaten New York. Vid 2020 års folkräkning hade West Nyack 3 649 invånare.